# Kanton Réquista
Der Kanton Réquista war bis 2015 ein französischer Wahlkreis im Département Aveyron und in der Region Midi-Pyrénées. Er umfasste sieben Gemeinden im Arrondissement Rodez; sein Hauptort (frz.: chef-lieu) war Réquista. Vertreter im conseil général des Départements war zuletzt von 2001 bis 2015 Daniel Nespoulous (PS). Der Kanton wurde bei den landesweiten Änderungen in der Zusammensetzung der Kantone im März 2015 aufgelöst und ging im Wesentlichen im Kanton Monts du Réquistanais auf.

## Gemeinden
| Gemeinde           | Einwohner Jahr | Fläche km² | Bevölkerungsdichte | Code INSEE | Postleitzahl |
| ------------------ | -------------- | ---------- | ------------------ | ---------- | ------------ |
| Connac             | 111 (2013)     | 10,69      | 10 Einw./km²       | 12075      | 12170        |
| Durenque           | 546 (2013)     | 33,15      | 16 Einw./km²       | 12092      | 12170        |
| Lédergues          | 714 (2013)     | 36,31      | 20 Einw./km²       | 12127      | 12170        |
| Réquista           | 2.016 (2013)   | 59,32      | 34 Einw./km²       | 12197      | 12170        |
| Rullac-Saint-Cirq  | 375 (2013)     | 32,74      | 11 Einw./km²       | 12207      | 12170        |
| Saint-Jean-Delnous | 434 (2013)     | 18,29      | 24 Einw./km²       | 12230      | 12170        |
| La Selve           | 635 (2013)     | 48,27      | 13 Einw./km²       | 12267      | 12170        |